# Den russisk-tyrkiske krig (1735-1739)
Den russisk-tyrkiske krig 1735–1739 mellem Det Russiske Kejserrige og Det Osmanniske Rige blev forårsaget af Det osmanniske riges forudgående krig mod Persien i årene 1730-35 og gentagne angreb på Rusland fra osmannerrigets vasalstat Krim-khanatet. Krigens var også forårsaget af Ruslands ønske om adgang til Sortehavet. De Habsburgske Arvelande (Østrig) gik ind i krigen i 1737 på Ruslands side, i den del, der kaldes den Østrigsk-tyrkiske krig 1737–1739.

## Russiske diplomati forinden krigen
Rusland havde ved udbruddet af krigen bragt sig i en fordelagtig situation. Rusland havde indgået en alliance med Afsharid-persien ved to traktater i 1732 og 1735 rettet mod osmannerne og Persiens var i krig mod osmannerne om kontrollen over Kaukasus. Samtidig lykkedes det Rusland under den Polske Arvefølgekrig (1733–35) at få indsat August 3. som konge af Polen, i stedet for den fransk of osmanniske støttede Stanislaw Leszczynski, hvilket styrkede den russiske indflydelse i Den polsk-litauiske realunion. Østrig havde været Ruslands allierede siden 1726.
Efter Sveriges nederlag i den Store Nordiske Krig var truslen fra Sverige for en tid reduceret, og via diplomati havde Rusland alliancer med Polen-Litauen, Østrig og Perserne, hvorfor Rusland i vest og syd alene havde grænse mod én fjende, Det Osmanniske Rige og dets vasaler.

## Årsag til krigen i 1735–1738
I 1735 blev Ruslands vasal kosak hetmanatet (Ukraine) udsat for en række angreb fra Krimtatarerne, der også udførte en række angreb mod de russiske territorier i det nordlige Kaukasus. Ved Ganja-traktaten i 1735 overlod Rusland territorierne i Kaukasus til perserne.
Som følge af Ruslands nederlag ved Prut-felttoget havde Rusland måtte opgive Azov og fæstningerne ved Azovhavet. Ønsket om adgang til Azovhavet og Sortehavet og ønsket om at eliminere truslen fra Krim-khanatet gav Rusland grundlag for et nyt felttog mod Azov og mod krimtatarerne.

## Krigens første faser
Den 20. maj 1736 rykkede en 62.000 mand stor russisk hær under feltmarskal Burkhard Christoph von Münnich mod Krim-khantatets fæstning i Perekop, som blev stormet og indtaget. Khantatets hovedstad Bakhtjisaraj blev indtaget i juni. Krimtatarerne kunne ikke modstå invasionen og russiske ekspeditionskorps brød i 1736, 1737 og 1738 igennem tatarernes forsvarslinjer, og pressede tatarerne sydpå på Krim og op i bjergene. Krims khan, Fet’ih Girey, måtte søge tilflugt ved havet. De nedbrændte Gozlev, Karasubazar og khanens palads og indtog den osmanniske fæstning i Azov. Den osmanniske sultan afsatte Fat’ih Girey som følge af sultanens skuffelse. Et pestudbrud i 1737, der varede til 1739, betød imidlertid, at begge parter i krigen led store tab som følge af sygdommen. På trods af den militære succes betød sygdomsudbruddet og problemer med at bringe forsyninger frem til det pestplagede område, at von Münnich måtte trække sig tilbage til Ukraine. Russerne generobrede imidlertid Azov under et nyt angreb, ligesom det i juli 1737 lykkedes at indtage fæstningen i Otjakov. Samme måned rykkede russiske tropper atter ind i Krim, men måtte igen trække sig tilbage grundet manglende forsyninger. Felttogene til Krim medførte tab af 30.000 mand, hvoraf blot 2.000 var faldet i kamp; resten omkom grundet sygdom og sult.
I juli 1737 indtrådte Habsburgerne (Østrig) i krigen. Østrigerne led imidlertid en række nederlag, bl.a. ved slaget om Banja Luka i august 1737, slaget ved Grocka i juli 1739, og tabte Beograd efter en osmannisk belejring i 1739. Russerne måtte forlade Otjakov grundet nye pestudbrud.
Ifølge osmanniske kilder kæmpede muslimske bosniske kvinder på osmannisk side under kampene i Bosnien.

## Krigens sidste faser
I 1739 gik den russiske hær under ledelse af von Münnich over Dnepr og besejrede osmannerne ved slaget om Stavtjany og indtog fæstningerne i Khotin og Iaşi. Østrigerne blev imidlertid besejret under slaget ved Grocka og indgik en fredsaftale med osmannerne ved Beograd-traktaten den 21. august.. Med østrigerne ude af krigen og med truslen om en ny svensk invasion, og osmanniske alliancer med Preussen, Polen-Litauen og Sverige, indgik Rusland den 29. september 1739 en fredsaftale med osmannerne ved Niš-traktaten, hvorved krigen blev bragt til ophør. Traktaten overlod Azov til russerne, der tillige fik kontrol over Zaporizjzja.
For Habsburgerne var der tale om et knusende nederlag. Russerne havde opnået militær succes, men havde mistet mange mad grundet sygdom og sult. De osmanniske tab er uklare.